# Linch
Linch – osada w Anglii, w hrabstwie West Sussex, w dystrykcie Chichester. Leży 23 km na północ od miasta Chichester i 69 km na południowy zachód od Londynu. W 2001 miejscowość liczyła 78 mieszkańców.